# Außenpolitik Russlands

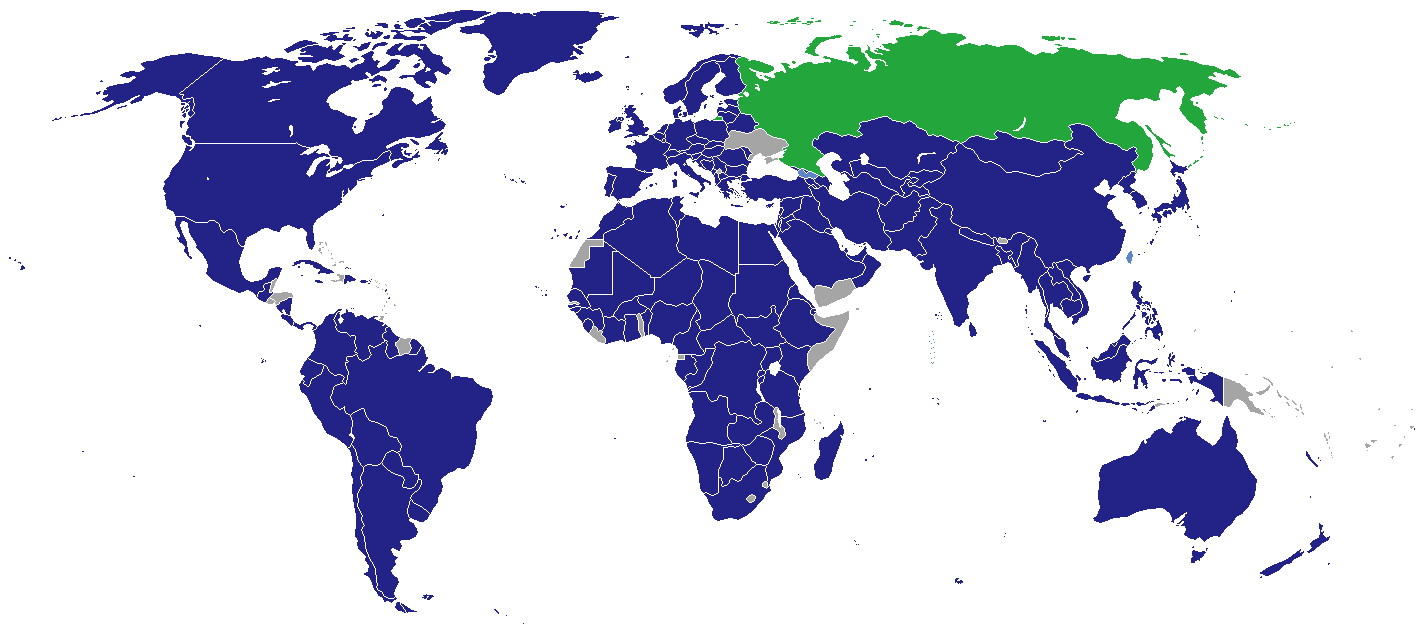
Diplomatische Verbindungen von Russland mit den Staaten der Welt
Russland
Staaten mit diplomatischer Vertretung Russlands
Staaten ohne diplomatische Vertretung Russlands

Die Außenpolitik der Russischen Föderation wird vom russischen Präsidenten vorgegeben und vom Außenministerium umgesetzt. Sie ist geprägt durch das Erbe der Sowjetunion, die geographischen Gegebenheiten als größtes Land der Erde, die Rolle als wichtiger Energielieferant anderer Staaten sowie das Konzept der Russki Mir. Sie steht in der imperialen Tradition des Kaiserreichs und der Sowjetunion. Die Beziehungen zu den ehemaligen Sowjetrepubliken bewegen sich zwischen gelenkter Partnerschaft (Belarus, Kirgisistan) und offenen kriegerischen Auseinandersetzungen (Georgien, Ukraine).
Die Verbindungen zur NATO und zu den G7 haben sich unter Wladimir Putin verhärtet. Die ehemals „partnerschaftliche Zusammenarbeit“ wurde abgelöst durch offene Konflikte – vor allem seit der Annexion der Krim und dem Beginn des Krieges in der Ukraine im Jahr 2014. Im März 2014 verhängte der Rat der Europäischen Union einige Wirtschaftssanktionen gegen Russland. Hiernach ist der Handel und Kapitalverkehr mit Russland stark eingeschränkt. Im Gegenzug untersagte Russland den Import zahlreicher westlicher Güter, vor allem von Agrarprodukten und Lebensmitteln. Seit dem Überfall auf die Ukraine 2022 ist das Land international weitgehend isoliert. Die zentralasiatischen Nachbarn Kasachstan, Turkmenistan, Usbekistan und Aserbaidschan haben sich vorsichtig von Russland distanziert.
Die Konzeption der Außenpolitik der Russischen Föderation (März 2023) hat, wie schon eine ganze Reihe Vorgängerdokumente (1993, 2000, 2008, 2013, 2016) die Funktion eines strategischen Planungsdokumentes. Sie erhielt die staatsrechtlich bedeutsame Zuordnung zur Verfassung der RF und zur Nationalen Sicherheitsstrategie der RF (2021) durch ihre Bestätigung mit Erlass № 229 des Präsidenten Russlands am 31. März 2023.
Russland verfügt weiterhin über ein enormes Arsenal an nuklearen Waffen. Laut Statistiken des SIPRI und der FAS aus 2021 werden von den weltweit gesamt 13.080 „Atomwaffen“ bzw. „Atomsprengköpfen“ Russland 6.257 zugeschrieben und den Vereinigten Staaten 5.550 (FAS: 5.600). Das stehende Heer wurde in den vergangenen Jahren deutlich verkleinert und hat nun eine Größe von rund 1.000.000 Soldaten. Russland unterhält heute militärische Stützpunkte in Armenien, Belarus, Georgien (Abchasien und Südossetien), Kasachstan, Kirgisistan, Moldawien (Transnistrien), Syrien, Tadschikistan und der Ukraine (Krim).
Durch die Arbeit seiner Geheimdienste und anderer verdeckter Organisationen (siehe Troll-Armee) übt Russland offensiv Einfluss auf andere Staaten aus, etwa um die öffentliche Meinung zu beeinflussen (Brexit), um Politikern ins Amt zu verhelfen (Donald Trump) oder spalterische Tendenzen zu befördern.

## Mitgliedschaften
Russland ist Mitglied aller UN-Organisationen und ständiges Mitglied im UN-Sicherheitsrat. Dort verfügt es über ein Vetorecht. Darüber hinaus ist es Mitglied der Organisation für Sicherheit und Zusammenarbeit in Europa (OSZE), der Europäischen Bank für Wiederaufbau und Entwicklung sowie des Internationalen Währungsfonds (IWF) und der Weltbank. Russland ist Mitglied in der politischen und wirtschaftlichen Organisation der BRICS. Aus dem Europarat trat Russland im März 2022 aus, um einem Ausschluss infolge des Überfalls auf die Ukraine zuvorzukommen.
Russland ist Mitglied der Gemeinschaft unabhängiger Staaten (GUS). Georgien (2008) und die Ukraine (2018) beendeten ihre Mitgliedschaften mit dem Hinweis auf russische Aggressionen. Hier und in der Eurasischen Wirtschaftsunion nimmt Russland eine bestimmende Rolle ein. Russland ist Mitglied der Shanghaier Organisation für Zusammenarbeit und der Organisation des Vertrags über kollektive Sicherheit (OVKS).
Beim G8-Gipfel im Mai 1998 wurde Russland formal in die damalige Gruppe der Sieben (G7) aufgenommen; diese wurde dadurch zur G8. Im März 2014 schlossen diese sieben Russland wegen der „Verletzung der Souveränität und der territorialen Unversehrtheit der Ukraine“ aus der G8 aus.
Insgesamt pflegt Russland ein „eher instrumentelles Verhältnis“ zu internationalen Organisationen. Insbesondere nach den Erfahrungen mit UN-Mandaten für das Kosovo 1999, den Irak 2003 und Libyen 2011 verweigert sich die Russische Regierung vielfach einer internationalen Kooperation (zum Beispiel im Sicherheitsrat) und entscheidet eher unilateral. So widersetzt sich Russland konsequent allen Verurteilungen Syriens aufgrund von Verletzungen des Kriegsvölkerrechtes, insbesondere des Einsatzes von Giftgas.

## Verhältnis zu den Staaten des ehemaligen Ostblocks

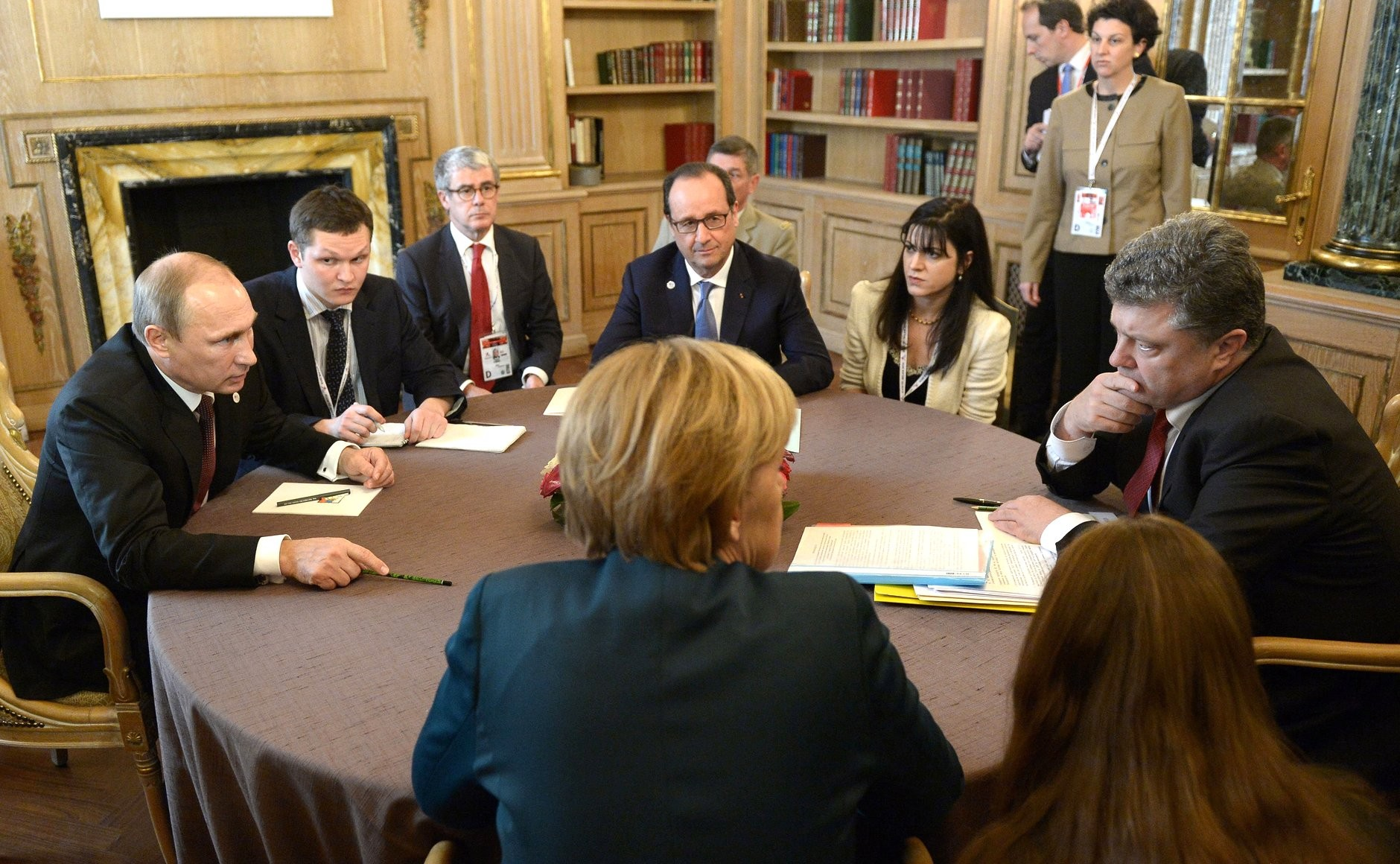
Krisentreffen der Führer von Russland, der Ukraine, Deutschland und Frankreich im Oktober 2014

Die russische Regierung ist bestrebt, den Verlust ihres Landes an Einfluss in dessen direkter Umgebung einzudämmen und ihre strategischen Positionen zu konsolidieren. Dies geschieht gegenüber den Nachbarn aus einer vermeintlichen Position der Stärke heraus, aus der Russland für sich das Recht ableitet, anderen Staaten Vorgaben für deren internationale Beziehungen zu machen. Putin nutzt hierzu das Konzept der Russki Mir, womit er die russische Dominanz im postsowjetischen Raum zu legitimieren versucht. Es kam mehrfach zu militärischen Interventionen mit kriegerischem Charakter, so in Tschetschenien, Georgien, in der Republik Moldau und zuletzt in der Ukraine. Die beiden verlustreichen Tschetschenienkriege zwischen 1994 und 2009 führten zu einem erzwungenen Verbleib Tschetscheniens als russische Teilrepublik.
In der gegenwärtigen Lage ist das zentrale Thema der russischen Außenpolitik der Krieg in der Ukraine. Bei diesem Konflikt verfolgt Russland eine Strategie der Spaltung mithilfe einer russischen Minderheit. Diese Strategie konnte bereits zuvor in Abchasien und Südossetien und in Transnistrien beobachtet werden. Sämtliche dieser Konflikte sind bis heute ungelöst, wodurch die politischen und wirtschaftlichen Optionen für die betroffenen Staaten stark beschränkt sind.
In seinen Auseinandersetzungen ist die russische Regierung darum bemüht, den Verlust an Einfluss, der mit dem Zusammenbruch der Sowjetunion einherging, zu begrenzen bzw. seinen Einfluss in den Staaten des ehemaligen Ostblocks, dem Nahen Ausland wieder zu vergrößern. Mehrere Staaten, die sich erfolgreich aus dem Einfluss Russlands lösten, haben bedeutende russische Minderheiten, insbesondere die baltischen Staaten. Hieraus ergibt sich die Furcht, dass auch hier die russische Regierung einen Vorwand für eine Besetzung fremder Territorien findet. Die Beziehungen zu Polen nach dem Ende des Kalten Krieges waren stark von den Schatten der Vergangenheit geprägt und sind seit dem Beginn des Ukrainekonflikts offen feindschaftlich. Polen trat 1999 der NATO bei. 
Im Juni 2023, vor dem NATO-Gipfel in Vilnius, verabschiedete das Parlament Polens mit 443 von 460 Stimmen eine Sonderresolution zur Unterstützung der euroatlantischen und europäischen Bestrebungen der Ukraine. Es sprach sich dafür aus, die Ukraine so bald wie möglich in die NATO einzuladen, mit einem klaren Fahrplan für die Integration. Die Ukraine habe durch ihre Verteidigung Europas die Mitgliedschaft in der NATO voll und ganz verdient. Die Kampferfahrung der ukrainischen Armee stärke die NATO und Russland würde ein klares Signal erhalten, dass die Ukraine Teil des Westens und seiner Institutionen ist.

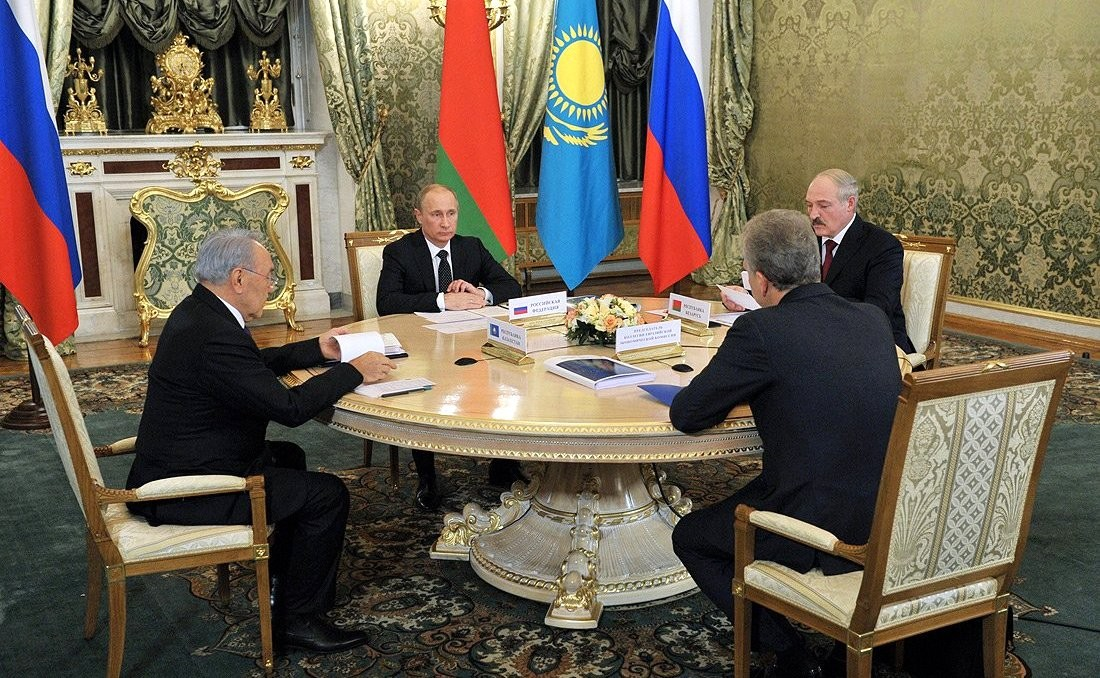
Sitzung des Obersten Eurasischen Wirtschaftsrates, 2013

Als langfristiges Ziel verfolgt Putin die Entwicklung der Eurasischen Wirtschaftsunion. Hierzu zählen derzeit Russland, Kasachstan, Belarus, Armenien und Kirgisistan. Mit diesen Staaten sind die Beziehungen zwar besser, die Möglichkeit, militärische Macht in politische umzuwandeln, ist jedoch stark beschränkt. Es fehlt an verlässlichen Verbündeten, wie die Nichtanerkennung Abchasiens und Südossetiens durch die restlichen GUS-Staaten zeigt. Im Schatten des Ukrainekrieges löste sich Kasachstan aus der ungewollten Partnerschaft mit Russland und wandte sich stattdessen China zu. Kirgistan und Usbekistan verstärkten die Zusammenarbeit mit China bei einem großen Infrastrukturprojekt unter Ausschluss von Russland.
Anders als die Sowjetunion besitzt Russland kein attraktives Herrschafts- und Kultursystem. Die Russisch-Orthodoxe Kirche soll in dieser Funktion den Kommunismus ersetzen.
Während der Jugoslawienkriege unterstützte die russische Regierung Serbien, mit dem es enge politische und kulturelle Verbindungen unterhält. Eine direkte militärische Unterstützung lag jedoch außerhalb des Möglichen. Russland beteiligte sich zwar an der KFOR-Truppe zur Befriedung des Kosovo, gleichzeitig versuchte es hier durch geheime Operationen und gegen bestehende Absprachen militärisch an Einfluss zu gewinnen (vgl. Vorstoß nach Priština).
Die Feindseligkeit des Auslandes ist eine Kernbotschaft der nach innen gerichteten russischen Propaganda; Russland wird als von Feinden umzingelt dargestellt. Entsprechend stieg die Kriegsangst in Russland; nur 39 Prozent glaubten Mitte Dezember 2018, dass Russland nicht bedroht werde.

## Verhältnis zum Westen
Russland fördert aktiv spalterische Tendenzen in den Staaten der Westlichen Welt. Es gibt starke Verbindungen zu rechtspopulistischen Parteien, die sich gegen bestehende Bündnisse aussprechen: in Deutschland zur AfD und zu Mitgliedern der Neuen Rechten in Österreich zur FPÖ und in Frankreich zum Rassemblement National. Dabei positioniert sich Russland kulturell gegen die Dominanz der Vereinigten Staaten, gegen die Einwanderung von Moslems nach Europa und gegen die LGBT-Bewegung.
Die russische Staatsführung verkündete im März 2023 eine neue Strategie in der Sicherheits- und Außenpolitik, bei der westliche Staaten als Reaktion auf die Sanktionen gegen Russland seit dem Überfall auf die Ukraine als „existenzielle Bedrohung“ eingestuft sind.

### Beziehungen zur NATO
Das Ende des Kalten Krieges und der Untergang der Sowjetunion wird von großen Teilen der russischen Regierung, wie auch der Bevölkerung, als bedrückende Niederlage empfunden. Die Ausdehnung der NATO auf Staaten des ehemaligen Warschauer Paktes wird interpretiert als ein Eindringen in die Interessensphäre Russlands. Ende 2014 veröffentlichte die Regierung unter Staatspräsident Putin eine neue Militärdoktrin. Hiernach stellt die NATO für Russland die zentrale Bedrohung dar. Dennoch besteht weiterhin der NATO-Russland-Rat für gemeinsame Konsultationen. In der Folge des Ukrainekrieges kam es zu verstärkten militärischen Aktivitäten beider Seiten insbesondere im Ostseeraum. Hiervon waren auch Schweden und Finnland betroffen, die beide nicht Mitglied der NATO waren, aber gemeinsam mit der NATO Manöver durchführten, um sich gegen eine russische Bedrohung abzusichern. Im Jahr 2022 beantragten schließlich sowohl Schweden als auch Finnland die Mitgliedschaft in der NATO.

### Beziehungen zu den USA
Während der Amtszeit von George W. Bush forcierten die USA Pläne zur Errichtung eines NATO-Raketenschirmes mit dem Ziel der Abwehr von Raketenangriffen aus dem Iran oder Nordkorea. Stützpunkte hierfür sollten unter anderem in Polen und Tschechien errichtet werden, wogegen Russland immer wieder scharf protestierte und drohte. In der ersten Amtszeit von Barack Obama wurden diese Pläne gestoppt.
Nachdem Russland dem Whistleblower Edward Snowden eine Aufenthaltserlaubnis gewährte, sagten die USA alle bilateralen Konsultationen ab. Snowden lebt seither mit seiner Freundin in der Nähe von Moskau.
Weiterhin gibt es eine enge partnerschaftliche Zusammenarbeit beim Unterhalt und der Versorgung der Internationalen Raumstation ISS. Ein großer Teil der Versorgungsflüge erfolgt mit russischen Raketen und Sojus-Kapseln vom Kosmodrom Baikonur in Kasachstan.

### Beziehungen mit Großbritannien
Viele russische Oligarchen und andere Exilrussen haben ihren Wohnsitz in England, vor allem in London und den umliegenden Counties, wo sie sich Zuflucht vor dem Zugriff durch den russischen Staat erhoffen. In der Folge kam es in der jüngeren Vergangenheit immer wieder zu – für Russland bedeutenden – Gerichtsverfahren in Großbritannien. Dabei ging es neben Wirtschaftsstreitigkeiten (Beresowski gegen Abramowitsch) (Baturina gegen Tschistiakow), auch um Auftragsmorde (Alexander Litwinenko), Korruption und Willkür in der russischen Justiz. Besonders der Fall Magnitski belastete die bilateralen Beziehungen schwer, ebenso wie vermeintliche Geheimdienstangriffe auf russische Dissidenten (Fall Skripal). Russland unterstützte verdeckt den Volksentscheid gegen die EU-Mitgliedschaft Großbritanniens (Brexit).

### Beziehungen zu Frankreich
Nach dem Ende des Kalten Krieges bemühte sich Frankreich um enge Beziehungen zu Russland und versuchte das Land in eine europäische Ordnung zu integrieren, auch um eine von den Vereinigten Staaten unabhängige Sicherheitsarchitektur zu schaffen. Die wirtschaftlichen und politischen Kontakte zu Russland wurden deshalb stark intensiviert, mit regelmäßigen Treffen auf der höchsten Ebene. Nach dem Beginn des ukrainisch-russischen Kriegs verschlechterten sich die Beziehungen. Nach dem Beginn der russischen Invasion in der Ukraine kam es zum Bruch und im Februar 2022 verhängte Frankreich gemeinsam mit den anderen EU-Staaten Sanktionen gegen Russland. Russland hat in den 2020er Jahren auch versucht die geopolitische Position in Westafrika zu schwächen.

### Beziehung zu Deutschland

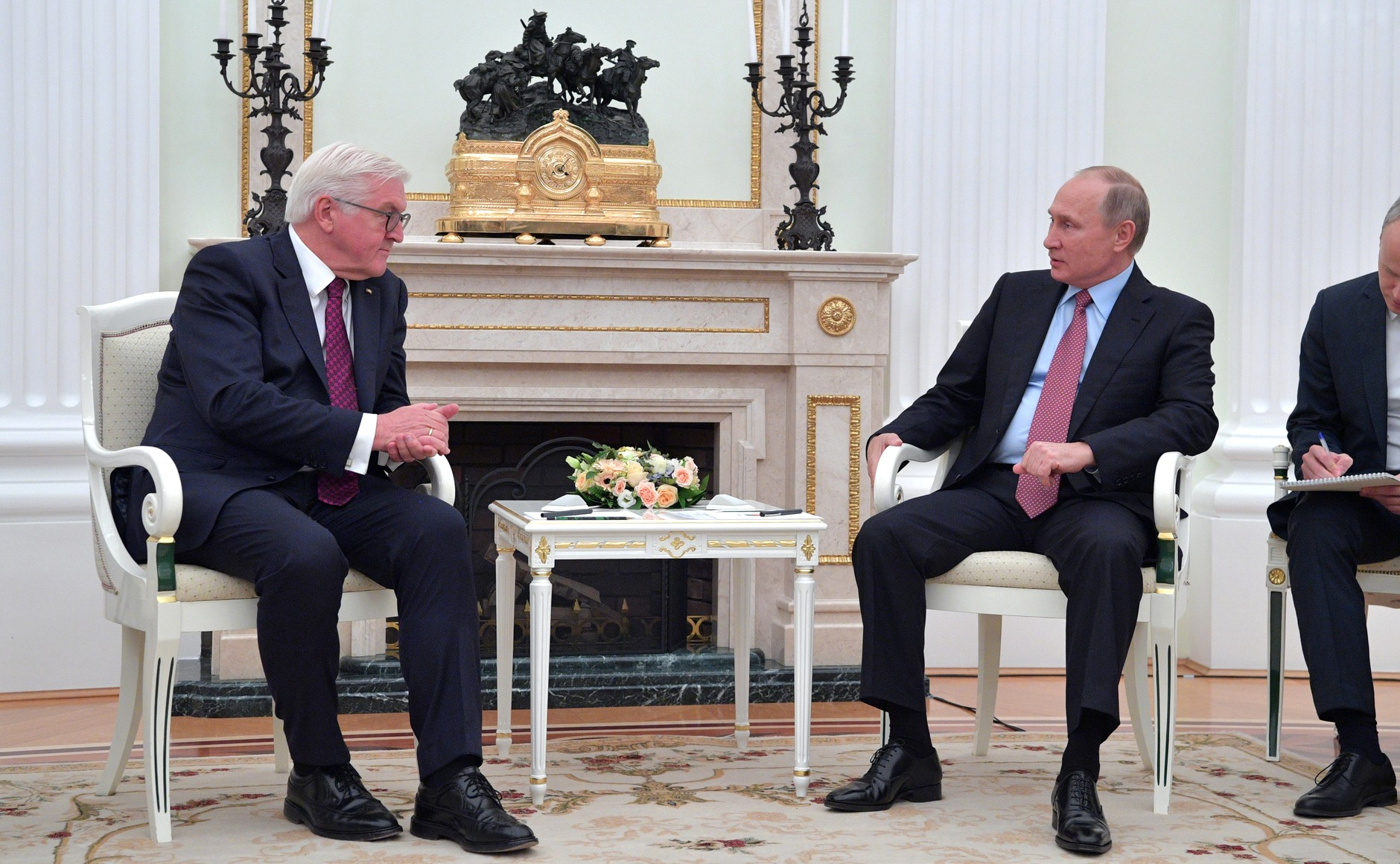
Bundespräsident Steinmeier mit Putin bei einem Besuch in Moskau, 2017

Nach der Deutschen Wiedervereinigung befand sich das zwischenstaatliche Verhältnis in einer Phase partnerschaftlicher Zusammenarbeitet mit einem regelmäßigen Kulturaustausch.
Eine Reihe von Verträgen und Abkommen regelten ab 1990 die bilateralen Beziehungen, darunter der Vertrag über gute Nachbarschaft, Partnerschaft und Zusammenarbeit und der Vertrag über die abschließende Regelung in Bezug auf Deutschland von 1990 und die Gemeinsame Erklärung des Präsidenten der Russischen Sozialistischen Föderativen Sowjetrepublik und des Bundeskanzlers der Bundesrepublik Deutschland von 1991.
Eine treibende Kraft war bis in die jüngste Vergangenheit die wirtschaftliche Zusammenarbeit. Deutsche Unternehmen gehörten in Russland zu den wichtigsten Investoren und Handelspartnern. Dies änderte sich nach der Annexion der Krim 2014 schlagartig, als Wirtschaftssanktionen gegen Russland verhängt wurden. Der deutsch-russische Handel brachen binnen Monaten um rund ein Drittel ein. Im Sommer 2017 wurden die Sanktionen wiederum verschärft.
Deutschland ist nach China wichtigster Handelspartner Russlands. Russlands wichtigste Exporte sind Rohstoffe wie Erdöl und Erdgas. Deutschland exportiert vorwiegend Erzeugnisse des Maschinenbaus, Fahrzeuge und Fahrzeugteile. Erdgas wird nach Deutschland u. a. durch die eigens dafür gebaute Pipeline Nordstream I geliefert. Dem Aufsichtsrat des Betreiberkonsortiums sitzt der ehemalige deutsche Bundeskanzler Gerhard Schröder vor, der nach gegenseitigem Bekunden eine vertrauensvolle Freundschaft zu Wladimir Putin unterhält. Die Pipeline und die Personalie Schröder sorgten international immer wieder für Bedenken.

### Verhältnis zur Türkei
Mit dem Ende des Kalten Krieges vollzogen sich trotz des bestehenden Misstrauens der Vergangenheit radikale Veränderungen in den russisch-türkischen Beziehungen. Zum einen verschwand nach fast 400 Jahren (mit einer kleinen Ausnahme von 1918 bis 1921) die gemeinsame Grenze zwischen beiden Ländern. Zum anderen erfolgte der Gesinnungswandel auf der türkischen Seite im Laufe der 1990er Jahre, wobei Russland nicht mehr als Gefahr, sondern als strategischer Partner wahrgenommen wurde. Die verstärkte wirtschaftliche Zusammenarbeit hat dabei den notwendigen Anstoß zum Neuanfang gegeben.
Der Zeitraum zwischen 2001 und 2010 gilt als die jüngste Blütezeit in russisch-türkischen Verhältnissen. 2004 stattete Wladimir Putin als erstes russisches Staatsoberhaupt nach dem Ende des Ost-West-Konfliktes die Türkei einen offiziellen Besuch ab. Die türkische Seite versuchte sich in strittigen außenpolitischen Fragen mit ihrer Anti-Russland-Haltung weitestgehend zurückzuhalten. Moskaus kritischer Attitüde etwa gegenüber den sogenannten „Farbrevolutionen“ in einigen post-kommunistischen Ländern begegnete man in Ankara mit Verständnis. Im Georgienkrieg 2008 waren kritische Töne aus den Reihen der türkischen Regierung gegen Russlands Vorgehen kaum zu hören. 2010 besiegelten beide Länder ihre „strategische Partnerschaft“ mit dem Beschluss von 17 Kooperationsabkommen während des Besuchs von Dmitri Medwedew in Ankara.
Seit 2011 erleben die bilateralen Beziehungen zwischen Russland und der Türkei jedoch höchst fluktuative Phasen, wobei die Konfliktfelder häufiger zum Vorschein kommen. Im syrischen Bürgerkrieg setzte sich Moskau anders als Ankara für das Regime Baschar al-Assads ein.
In der Krim-Frage schlug sich die Türkei gleich zu Beginn an die Seite der Ukraine. Diese Position bekräftigte Präsident Erdogan im August 2015 im Weltkongress der Krimtataren in Ankara: „Wir werden die Annexion der Krim niemals anerkennen“. In der Türkei ist die größte Diaspora der Krimtataren beheimatet. Deren Zahl beläuft sich auf geschätzt 4 bis 6 Millionen Menschen.
Im Südkaukasus, der „natürlichen Einflusszone“ Russlands setzt die türkische Seite vor dem Hintergrund reicher Energieressourcen des Kaspischen Beckens auf die Forcierung des ökonomischen Integrationsmodells Ankara-Tiflis-Baku, welches im Kreml mit Argwohn betrachtet wird.
Seit spätestens 2013 treibt nun auch die Kurdenfrage einen Keil zwischen die ohnehin belasteten russisch-türkischen Verhältnisse. In diesem Zusammenhang wirft die türkische Führung Russland vor, die in der Türkei als terroristische Organisation eingestufte Kurdische Arbeiterpartei PKK zu unterstützen.
Mit der aktiven militärischen Involvierung Russlands in den syrischen Bürgerkrieg ab September 2015 traten russisch-türkische Verhältnisse in eine angespannte Phase ein. Am 24. November 2015 kam es zu einer weiteren Eskalation, als eine türkische F-16 nahe der syrisch-türkischen Grenze eine russische SU-24 abschoss. Der Zwischenfall führte zu einer sieben Monate andauernden Krise zwischen Moskau und Ankara, wobei Russland umfassende Wirtschaftssanktionen gegen die Türkei verhängte. Erst nach der Entschuldigung des türkischen Präsidenten im Juni 2016 entspannte sich die Lage wieder.
Dass die Türkei sich bei der Beschaffung eines Systems von Boden-Luft-Raketen (S-400 Triumf) im Jahr 2017 an Russland und nicht an die Partnerstaaten der NATO wandte, wurde als deutliches Zeichen interpretiert, dass die Türkei sich außenpolitisch von der NATO löst und Russland zuwendet.

## Einfluss in Asien
Als flächenmäßig größter Staat der Erde hat Russland lange Grenzen mit der Mongolei und der Volksrepublik China. Die russische Außenpolitik hat deshalb starken Einfluss auf die politischen Verhältnisse in Zentralasien und im fernen Osten.

### Verhältnis zu China
Seit 2005 führt Russland gemeinsam mit China Militärmanöver durch.

Im Zusammenhang mit seiner aggressiven Außenpolitik gegenüber den westlichen Nachbarn und der NATO suchte Putin Nähe zum chinesischen Präsidenten Xi Jinping. Während des Ukrainekrieges ermahnte Xi Putin jedoch wiederholt, zur Lösung des Konfliktes Verhandlungen aufzunehmen und lieferte Russland keine Waffen.
Den im Jahr 2014 eingeführten und ab 2022 eingeführten Sanktionen des Westens folgend wandte sich Russland demonstrativ China zu. Im November 2014 unterzeichnete Russland mit China einen Liefervertrag für Erdgas aus Westsibirien. Die meisten Beobachter werteten dieses Geschäft als wirtschaftlich unprofitabel aber strategisch wichtig. Im November desselben Jahres wurden die vertraglichen Liefermengen verdoppelt. Im August 2015 wurde bekannt, dass China und Russland ihre strategischen Verbindungen ausbauen wollen. Neben der wirtschaftlichen Entwicklung Zentralasiens geht es hier insbesondere auch um den Einfluss im pazifischen Raum.

### Verhältnis zu Indien
Die engen Beziehungen zwischen Indien und Russland gehen noch auf die Sowjetära zurück, als sich Indien wirtschaftlich und diplomatisch eng an UdSSR anlehnte. Nach dem Ende der UdSSR unterzeichneten beide Länder im Jahr 2000 eine strategische Partnerschaft. Insbesondere im Bereich der Verteidigungs- und Sicherheitspolitik ist die Zusammenarbeit eng geblieben, mit gemeinsamen Militärübungen und Rüstungsprojekten. Für Indien ist Russland der wichtigste Waffenlieferant. Auch in der Raumfahrt und der Atomindustrie kooperieren beide Staaten miteinander.
Nach der Russische Invasion in der Ukraine 2022 weigerte sich Indien im UN-Sicherheitsrat den Angriff zu verurteilen. Es schloss sich auch nicht den Sanktionen gegen Russland an und intensivierte im Gegenteil die Handelsbeziehungen. Dies führte auch zu Kritik der westlichen Staaten an Indien. Nach dem Zusammenbruch der Beziehungen zum Westen machte Russland die Beziehungen zu Indien neben denen zur Volksrepublik China zur Priorität seiner neuen Außenpolitik.

### Verhältnis zu Japan
Durch den Kurilenkonflikt ist den das Verhältnis zu Japan belastet. Der Konflikt geht auf den Zweiten Weltkrieg zurück, als die Sowjetunion mehrere Inseln nördlich von Japan annektierte, welche Japan bis heute als Teil seines Staatsgebiets betrachtet. Bis heute haben beide Länder keinen formellen Friedensvertrag unterzeichnet. In den 1990er-Jahren kam zu Verhandlungen zwischen Russland und Japan, welche zu keinem Ergebnis führten. Nach dem Angriff auf Ukraine 2022 schloss sich Japan den Sanktionen gegen Russland an, weshalb Russland die Friedensverhandlungen mit Japan abbrach, die auch Gespräche über die Beilegung des Streits um die Kurileninseln umfassen.

### Verhältnis zu Nordkorea
Die Sowjetunion und Nordkorea waren während des Kalten Kriegs enge Verbündete. Unter Wladimir Putin wurde dieses Bündnis wiederbelebt. Nach dem Beginn des Krieges in der Ukraine unterstützte Nordkorea Russland diplomatisch und lieferte laut Berichten Munition an Russland.

### Verhältnis zur Mongolei
Die Mongolei erlangte ihre Unabhängigkeit von China unter russischem Einfluss und war während des Kalten Krieges als Mongolische Volksrepublik ein sowjetischer Satellitenstaat. Bis heute ist Russland ein wichtiger politischer und wirtschaftlicher Partner geblieben. 2017 hatten 90 % der Mongolen ein positives Bild von Russland.

### Myanmar
Nach dem Militärputsch in Myanmar 2021 durch die dortige Militärregierung hat Russland laut den Vereinten Nationen Militärtechnik im Wert von 406 Millionen Dollar an die Streitkräfte von Myanmar verkauft.

## Einfluss im Nahen Osten
Im Nahen Osten übt Russland weiterhin eine gewisse außenpolitische Wirkung aus. Dort hat es zuletzt seine Zusammenarbeit mit den Vereinigten Arabischen Emiraten verstärkt, sie gelten (Stand Mitte 2020) als der wichtigster regionaler Partner Russlands. Russland spielt außerdem eine aktive Rolle im Syrienkrieg und bei den Atomverhandlungen mit dem Iran. In Syrien auf der Marinebasis Tartus unterhält es außerdem einen Militärstützpunkt, der noch aus Sowjetzeiten stammt.

### Iran
Der Beziehungen zum Iran haben sich seit 2014 deutlich intensiviert, da beide Länder unter westlichen Sanktionen stehen und den Einfluss der USA eindämmen wollen. Der Iran unterstütze die russische Kriegsführung in der Ukraine mit seinen Shahed-Drohnen.

### Syrien
Für das Regime von Baschar al-Assad ist Russland einer der wichtigsten Partner. Ab 2015 intervenierte Russland in den Syrischen Bürgerkrieg und stabilierte so das Assad-Regime. Die Beziehungen zu Syrien haben für Russland eine gewisse strategische Bedeutung, da sich mit dem Marinebasis Tartus der einzige Zugang der russischen Marine zum Mittelmeer auf dem Gebiet Syriens befindet.

## Einfluss in Afrika
Durch die Präsenz der paramilitärischen Organisation Gruppe Wagner in mehreren afrikanischen Staaten (u. a. Angola, Guinea, Guinea-Bissau, Kongo, Libyen, Madagaskar, Mali, Mosambik, Simbabwe, Sudan, Zentralafrikanische Republik) versucht der russische Staat, seinen Einfluss dort inoffiziell zu mehren. So ist die Wagner-Gruppe eine Kriegspartei im seit 2014 bestehendem Bürgerkrieg in Libyen und im Konflikt in Mali. Auch durch den Auslandssender RT führt Russland in Afrika geschickte Desinformationskampagnen.
Recherchen der European Investigative Collaboration ergaben, dass Russland vom Handel mit Konfliktdiamanten aus Afrika profitiert und das Schürfen von Diamanten aus Gebieten, aus denen offiziell keine Diamanten exportiert werden dürfen, durch die Gruppe Wagner überwachen lässt. Als Mitglied des Kimberley-Prozesses macht Russland von seinem Vetorecht Gebrauch, um Bemühungen zur Unterbindung des Handels mit Konfliktdiamanten zu untergraben.

## Arktis
Russland erhebt territoriale Ansprüche auf große Teile des arktischen Eismeeres. Hier gibt es einen offenen Interessenkonflikt mit den übrigen Anrainerstaaten USA, Dänemark, Kanada und Norwegen.

## Russisch-Orthodoxe Kirche
Wladimir Putin leitet die Annexion der Krim und den Herrschaftsanspruch über die Ukraine sowie Belarus auch aus der Geschichte der Russisch-Orthodoxen Kirche ab. Der Krieg mit der Ukraine wurde in seinem Verlauf immer stärker religiös stilisiert. Der Moskauer Patriarch Kyrill I. gewährt der Regierung dabei seine unumwundene Unterstützung. Wie schon sein Vorgänger Alexej II. arbeitete Kyrill als Agent (und vermutlich Offizier) des sowjetischen Geheimdienstes KGB. Bis zum Jahr 2018 war Kyrill I. auch in der Ukraine der oberste kirchliche Würdenträger. Seit der Unabhängigkeit der Ukrainisch-Orthodoxen Kirche vom Moskauer Patriarchat im Jahr 2018 versucht Moskau, seinen internationalen Einfluss offensiv zu erweitern. Damit begibt sich die Russisch-Orthodoxe Kirche in Opposition zum Ökumenischen Patriarchat von Konstantinopel, und es besteht das Risiko der Spaltung der 14 nationalen orthodoxen Kirchen in zwei Blöcke.
Kyrill verfolgt eine Politik der Annäherung gegenüber der Römisch-Katholischen Kirche. Zu einem ersten, historischen Treffen von Kyrill und Papst Franziskus kam es im Februar 2016 in Havanna.